# Восточная революция

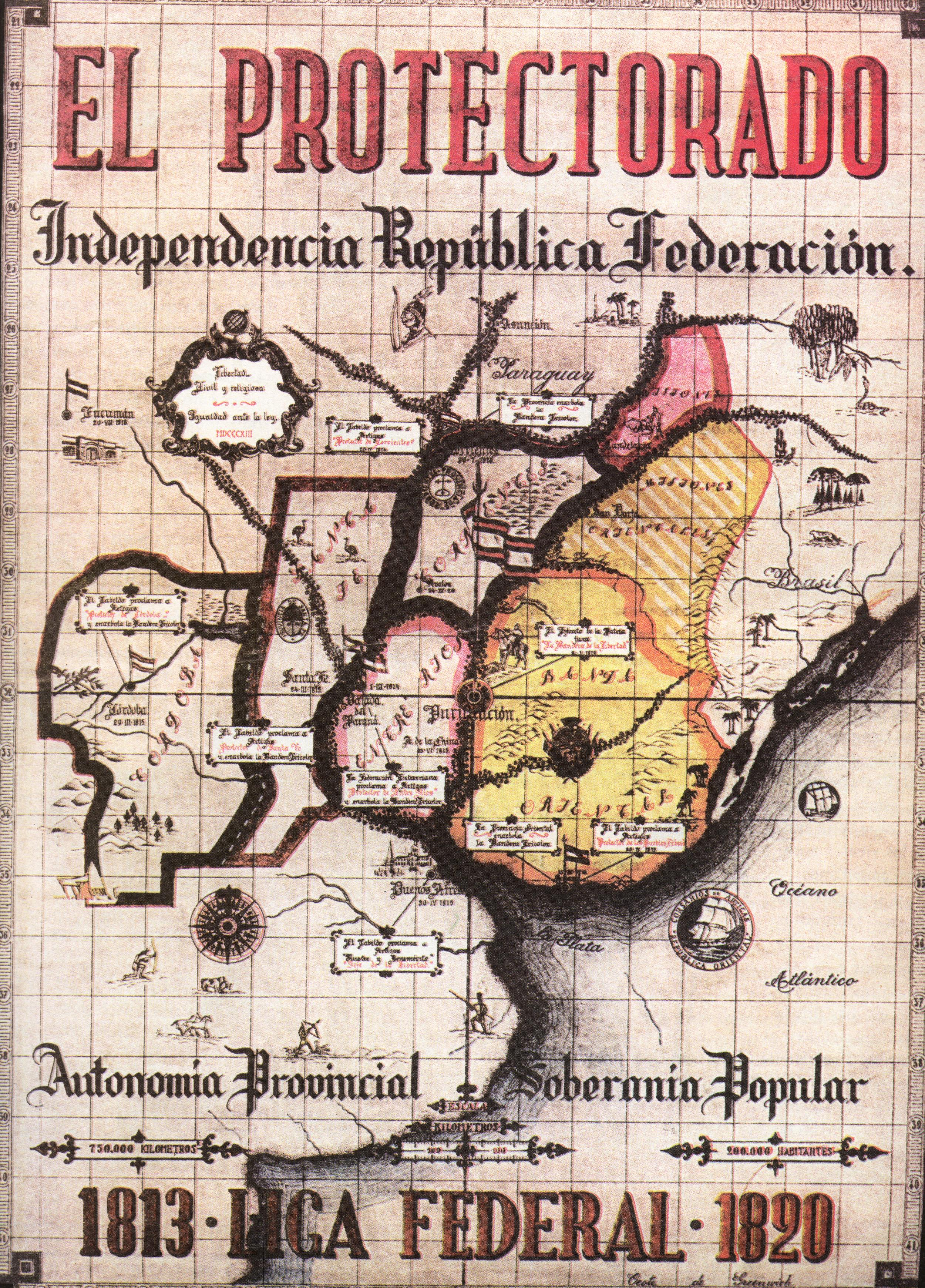
Карта Федеральной Лиги, из которой выделился Уругвай

Восточная революция (1813—1828; исп. Revolución oriental) представляла собой сложную цепь событий, связанных с защитой автономии так называемой Восточной полосы, которая позднее стала ядром современной республики Уругвай.
Главным лидером революции был Хосе Хервасио Артигас. Его ярые последователи именовали себя артигистами, а само движение получило название — ориенталидад. Революционные движения достигли своего пика в 1815—1816 гг.
Однако, центробежные тенденции в регионе стремились подавить как власти Буэнос-Айреса, так и настроенный бразильско-португальский король Жуан VI, мечтавший об аннексии спорной территории.
Идеи о создании автономии, которая могла бы выразить интересы 50-тысячного населения Уругвая в письменном виде (Инструкции Тринадцатого года) «восточные депутаты» представили на конгрессе, собранном в Буэнос-Айресе в 1813 г., когда независимость вице-королевства Рио-де-ла-Плата от Испании уже стала очевидной реальностью. До этого вопрос о возможности создания на восточных территориях открыто не поднимался так основной проблемой были притязания португало-бразильцев на эти земли (см. Португальско-бразильское вторжение в Восточную полосу (1811) и Уругвайский исход. Тем не менее, из-за противоречий централизаторских устремлений правительства нового независимого государства с идеализированным представлением о региональном федерализме, население Уругвая вновь восстало. Ситуацию осложнила вторая португало-бразильская оккупация Уругвая, завершившаяся в 1828 г. признанием независимой республики Уругвай.